# Lepidosaphes grisea
Lepidosaphes grisea är en insektsart som först beskrevs av William Miles Maskell 1890.  Lepidosaphes grisea ingår i släktet Lepidosaphes och familjen pansarsköldlöss. Inga underarter finns listade i Catalogue of Life.